# 岩本雅之
岩本 雅之（いわもと まさゆき、1954年 - ）は徳島県在住のアマチュア天文家、コメットハンター。IAUの天文台コード872を持つ徳島の観測地から、複数の小惑星と彗星を発見している。
1990年1月21日に水野義兼と古田俊正が発見した小惑星(4951) 岩本は彼の名に因む。この小惑星はほぼ同じ大きさの衛星をもっていることで知られる。
2013年3月11日にはわし座の領域に彗星を発見し、岩本彗星(C/2013 E2)と名付けられた。この彗星の発見が評価され、2014年4月15日、ハーバード・スミソニアン天体物理学センターより、2013年度のエドガー・ウィルソン賞を受賞することが発表された。
2018年にはマックホルツ・藤川・岩本彗星、岩本彗星（C/2018 Y1）を二か月の間に発見した。